# Carbonado (Washington)
Carbonado ist eine Kleinstadt (Town) im Pierce County im US-Bundesstaat Washington. Carbonado liegt nahe dem Carbon River im nördlichen Pierce County, etwa achtzig Kilometer südöstlich von Seattle. Carbonado ist die letzte Stadt vor dem Mount Rainier National Park und auch ein beliebtes Ziel für Geländewagen-Fahrer. Im späten 19. und frühen 20. Jahrhundert war Carbonado eine bedeutende Bergbau-Stadt, als in der Stadt das größte Kohlebergwerk im Pierce County betrieben wurde. Zum United States Census 2020 hatte Carbonado 734 Einwohner.

## Geschichte
Carbonado war eine der vielen Städte im Carbon River Valley, die während eines wirtschaftlichen Aufschwungs in der Region besiedelt wurden. Der Aufschwung wurde durch den Bedarf an Rohstoffen in den nahegelegenen wachsenden Städten wie Seattle und Tacoma ausgelöst. Beginnend in Burnett und weiter fortschreitend in Wilkeson, Carbonado, Montezuma, Fairfax und schließlich Manley Moore, breiteten sich diese Städte das Tal aufwärts bis zur äußersten Grenze des Mount Rainier National Park aus. Die meisten dieser Städte waren Werkssiedlungen, was auch bedeutete, dass sie stark darauf spezialisiert waren, die Rohstoffe auf dem erworbenen Land, auf dem sich auch die jeweilige Stadt befand, zu gewinnen. Oft – und dies war auch bei Carbonado der Fall – besaß die Firma auch die Häuser und die entsprechenden Energie-Ressourcen. In Carbonado war dies der Rohstoff, den die Einwohner der Stadt gewannen: Steinkohle.
Als der Aufschwung im Tal begann, rivalisierte Carbonado zu der Zeit hinsichtlich der Größe mit Tacoma. Die Eisenbahn, die unverzichtbar für den Transport der Menschen, der Rohstoffe und der Hilfsgüter war, breitete sich ebenso in der gesamten Zeit im Tal aus. Sie versorgte nicht nur die Städte, sondern auch verschiedene Weiler im oberen Tal. Diese Weiler waren in den meisten Fällen durch polnische Immigranten besiedelt worden. Sie versorgten die Städte im unteren Tal mit frischer Milch und Eiern. Zwei haben bis in die heutige Zeit überlebt, einer ist als Carbon River Ranch bekannt (das Haupthaus ist die alte Schule von Fairfax und kann vom Highway aus gesehen werden) und der andere war früher als Huckle-Chuck bekannt. Im Huckle-Chuck leben die ursprünglichen Bewohner; einer der Ställe ist immer noch in Betrieb. Auf dem Höhepunkt des Aufschwungs waren sowohl die Weiler als auch die Städte produktiv und lebendig.
Der Aufschwung hielt jedoch nicht an, als eine wirtschaftliche Wende eintrat und der Bedarf an geringerwertiger Kohle, wie sie in Carbonado gefördert wurde, sowie an Holz, das in den Siedlungen des oberen Tals genutzt wurde, war befriedigt. Seit dem Rückgang des Bergbaus hat Carbonado ein extremes Schrumpfen erfahren und kleinere Aufschwünge führten schließlich zu einer stabilen Bevölkerungszahl. Alle heutigen Einwohner arbeiten woanders und das einstige ökonomische Zentrum des Tals ist heute nur noch eine Wohnstadt. Die Eisenbahn zog sich auch zurück und zerstörte ihre Orte bald darauf. Das Rails to Trails-Projekt („Bahntrassen zu Wanderwegen“) besitzt inzwischen die meisten Ländereien der Eisenbahntrassen.
Die Zeit, in der Carbonado eine Bergbaustadt war, wird von den Friedhöfen, den verlassenen Minen, einer überdimensionierten Abraumhalde, einer Schule und den vielen zurückgelassenen Werkshäusern bewahrt. Der Friedhof bewahrt die Erinnerungen an früher oder später Verstorbene, deren Angehörige noch in der Nähe wohnen. Gewaltige Beton-Blöcke, die einst die Stahlseile der Hunte hielten, zeigen den Weg zu den alten Schächten und Aufschlüssen und stehen überdimensioniert in der Gegend, nur noch von den Kindern der Stadt genutzt. Ein Hügel der Stadt begann als Abraumhalde und ist nun von Efeu und Bäumen überwuchert. Die Schule erhält den Carbonado Historical School District (seit 1898) und bietet Unterricht bis zur achten Klasse an. Viele der einst vom Unternehmen in dessen Eigentum befindlichen und von ihm gebauten Häuser säumen noch immer die Hauptstraße. Sie sehen einander sehr ähnlich, was dem Stil der Erbauer jener Zeit entsprach. Und obwohl viele Bergleute die Stadt verlassen haben, leben in einigen Häusern immer noch ihre Nachfahren.
Carbonado wurde offiziell am 13. September 1948 als Gebietskörperschaft anerkannt.

## Geographie
Nach dem United States Census Bureau nimmt die Stadt eine Gesamtfläche von 1,09 km² ein, worunter keine Wasserflächen sind.

## Demographie
| Jahr | Einwohner¹ |
| ---- | ---------- |
| 1890 | 705        |
| 1950 | 412        |
| 1960 | 424        |
| 1970 | 394        |
| 1980 | 456        |
| 1990 | 495        |
| 2000 | 621        |
| 2010 | 610        |
| 2020 | 734        |

¹ 1890–2020: Volkszählungsergebnisse

### Census 2000
Nach der Volkszählung von 2000 gab es in Carbonado 621 Einwohner, 200 Haushalte und 158 Familien. Die Bevölkerungsdichte betrug 584,8 pro km². Es gab 210 Wohneinheiten bei einer mittleren Dichte von 197,8 pro km².
Die Bevölkerung bestand zu 96,46 % aus Weißen, zu 0,48 % aus Indianern, zu 0,64 % aus anderen „Rassen“ und zu 2,42 % aus zwei oder mehr „Rassen“. Hispanics oder Latinos „jeglicher Rasse“ bildeten 1,93 % der Bevölkerung.
Von den 200 Haushalten beherbergten 48 % Kinder unter 18 Jahren, 68,5 % wurden von zusammen lebenden verheirateten Paaren, 4 % von alleinerziehenden Müttern geführt; 21 % waren Nicht-Familien. 17,5 % der Haushalte waren Singles und 8 % waren alleinstehende über 65-jährige Personen. Die durchschnittliche Haushaltsgröße betrug 3,11 und die durchschnittliche Familiengröße 3,56 Personen.
Der Median des Alters in der Stadt betrug 30 Jahre. 34,9 % der Einwohner waren unter 18, 7,7 % zwischen 18 und 24, 29,8 % zwischen 25 und 44, 20,5 % zwischen 45 und 64 und 7,1 65 Jahre oder älter. Auf 100 Frauen kamen 110,5 Männer, bei den über 18-Jährigen waren es 108,2 Männer auf 100 Frauen.
Alle Angaben zum mittleren Einkommen beziehen sich auf den Median. Das mittlere Haushaltseinkommen betrug 50.250 US$. Männer hatten ein mittleres Einkommen von 38.583 US$ gegenüber 24.821 US$ bei Frauen. Das Pro-Kopf-Einkommen betrug 16.135 US$. Etwa 1,4 % der Familien und 4 % der Gesamtbevölkerung lebte unterhalb der Armutsgrenze; das betraf 2,9 % der unter 18-Jährigen und keinen der über 65-Jährigen.

### Census 2010
Nach der Volkszählung von 2010 gab es in Carbonado 610 Einwohner, 208 Haushalte und 153 Familien. Die Bevölkerungsdichte betrug 560,8 pro km². Es gab 218 Wohneinheiten bei einer mittleren Dichte von 200,4 pro km².
Die Bevölkerung bestand zu 93,1 % aus Weißen, zu 0,7 % aus Afroamerikanern, zu 1 % aus Indianern, zu 1,1 % aus Asiaten, zu 0,2 % aus Pazifik-Insulanern, zu 1,5 % aus anderen „Rassen“ und zu 2,5 % aus zwei oder mehr „Rassen“. Hispanics oder Latinos „jeglicher Rasse“ bildeten 4,8 % der Bevölkerung.
Von den 208 Haushalten beherbergten 39,9 % Kinder unter 18 Jahren, 57,7 % wurden von zusammen lebenden verheirateten Paaren, 6,7 % von alleinerziehenden Müttern und 9,1 % von alleinstehenden Vätern geführt; 24,6 % waren Nicht-Familien. 18,8 % der Haushalte waren Singles und 5,8 % waren alleinstehende über 65-jährige Personen. Die durchschnittliche Haushaltsgröße betrug 2,93 und die durchschnittliche Familiengröße 3,37 Personen.
Der Median des Alters in der Stadt betrug 34,9 Jahre. 43,2 % der Einwohner waren unter 18, 9,3 % zwischen 18 und 24, 27,2 % zwischen 25 und 44, 24,7 % zwischen 45 und 64 und 10,3 65 Jahre oder älter. Von den Einwohnern waren 52,2 % Männer und 47,8 % Frauen.

## Persönlichkeiten
- Paul Strand, Baseball-Spieler (Pitcher) und mit den Boston Braves Weltmeister, wurde 1893 in Carbonado geboren.
- Frank D. Robinson (1930–2022), Gründer und CEO der Robinson Helicopter Company wurde 1930 in Carbonado geboren.